# Ladislav Prostecký
Ladislav Prostecký (* 18. února 1954) je bývalý český fotbalista.

## Fotbalová kariéra
V československé lize hrál za Spartu Praha, nastoupil v 15 utkáních a dal 1 gól. Ve druhé lize hrál za Mladou Boleslav.

## Ligová bilance
| Ročník                                   | Zápasy | Góly | Klub         |
| ---------------------------------------- | ------ | ---- | ------------ |
| 1. československá fotbalová liga 1978/79 | 9      | 1    | Sparta Praha |
| 1. československá fotbalová liga 1980/81 | 6      | 0    | Sparta Praha |
| CELKEM                                   | 15     | 1    |              |